# Oros Taygetos Spilaio Trachilas Spilaio Vatsinidi
Oros Taygetos Spilaio Trachilas Spilaio Vatsinidi este o arie protejată (arie specială de conservare — SAC, sit de importanță comunitară — SCI) din Grecia întinsă pe o suprafață de 53.688,48 ha, integral pe uscat.

## Localizare
Centrul sitului Oros Taygetos Spilaio Trachilas Spilaio Vatsinidi este situat la coordonatele 36°56′41″N 22°19′29″E / 36.944826°N 22.324759°E.

## Înființare
Situl Oros Taygetos Spilaio Trachilas Spilaio Vatsinidi a fost declarat sit de importanță comunitară în august 1996 pentru a proteja 2 specii de plante și 9 specii de animale. Situl a fost protejat și ca arie specială de conservare în martie 2011.

## Biodiversitate
Situată în ecoregiunea mediteraneană, aria protejată conține 12 habitate naturale: Lande oro-mediteraneene cu formațiuni endemice de grozamă, Sarcopoterium spinosum phryganas, Formațiuni ierboase bogate în specii de Nardus, dezvoltate pe substraturi silicioase în zone montane (și în zone submontane, în Europa continentală), Izvoare petrifiante cu formare de travertin (Cratoneurion), Grohotișuri est-mediteraneene, Pante stâncoase calcaroase cu vegetație casmofită, Peșteri inaccesibile publicului, Păduri panonice-balcanice de stejar turcesc - stejar sesil, Păduri de Platanus orientalis și Liquidambar orientalis (Platanion orientalis), Păduri de Quercus ilex și Quercus rotundifolia, Păduri de pin (sub-) mediteraneene cu pini negri endemici, Păduri de pin mediteraneene cu pini mezogeni endemici.
La baza desemnării sitului se află mai multe specii protejate:
- plante (2): Crepis crocifolia, Himantoglossum jankae
- mamifere (1): vidră de râu (Lutra lutra)
- nevertebrate (4): croitorul mare al stejarului (Cerambyx cerdo), Euplagia quadripunctaria, rădașcă (Lucanus cervus), Osmoderma eremita Complex
- reptile (4): șarpele cu patru dungi (Elaphe quatuorlineata), țestoasă bănățeană (Testudo hermanni), Testudo marginata, elaphe situla (Zamenis situla)

Pe lângă speciile protejate, pe teritoriul sitului au mai fost identificate 102 specii de plante, 6 specii de amfibieni, 11 specii de mamifere, 18 specii de reptile.